# دهستان فداغ
دهستان فِداغ دهستانی است که در بخش مرکزی شهرستان گراش در جنوب غربی  استان فارس در ایران واقع شده‌است. فداغ یکی از دهستان‌های قدیمی می‌باشد که مردم آن به گویش فداغی یا به اصطلاحا گویش اشمی از زبان لارستانی صحبت می‌کنند، وجود آتشکده های زرتشتی در اطراف روستا پیشینه زرتشتی مردم این دهستان که ریشه در تاریخ پارسی را  دارند میرساند

## موقعیت و وسعت فداغ
فداغ و حومه با وسعت نزدیک به ۹۰۰ کیلومتر مربع یکی از وسیع‌ترین دهستان‌ها در جنوب استان فارس می‌باشد که از توابع بخش مرکزی شهرستان گراش است و در حدفاصل ارد - بیرم و صحرای باغ واقع شده‌است. این دهستان به طول ۴۲ کیلومتر از مغدان (فداغ) و دیده‌بان تا خلیلی و به عرض ۲۱ کیلومتر از شمال به گردنهٔ اشتری (شمال کوه بالنگستان و ۲ کیلومتری بخش ارد و از جنوب به گردنهٔ انجیرو در مرز محمدزینا - بیرم قرار دارد و ارتفاعش از سطح دریا ۸۵۱ متر است.

## جمعیت و ترکیب نژادی
جمعیت این دهستان و روستاهای اطراف آن طبق سرشماری سال ۱۳۹۵، ۸۶۸۹ نفر بوده‌است. مردم فداغ از نژاد آریایی و زرتشتی‌تبار هستند که قبل از ورود اسلام به ایران از دین زرتشتی خود پیروی می‌کردند که آتشکده‌هایی در اطراف فداغ از آن دوران به یادگار مانده‌است. آن‌ها به گویش فداغی، از گویش‌های زبان لارستانی صحبت می‌کنند اما زبان مردمان روستاهای حومه فداغ پارسی گویش بندری هرمزگانی (قریشی کرشی) است. گویش مردم فداغ و دیده‌بان، فداغی (اشمی) از شاخه‌های فارسی قدیم و پهلوی است.

## پیشهٔ مردم
فداغ نسبت به دهستان‌ها و شهرهای همجوار صنعتی‌تر است و کارخانجات متعددی در فداغ وجود دارد. بازرگانی و کشاورزی پیشهٔ اکثر اهالی است. کم‌آبی و هوای نامساعد و شوری اراضی، کشاورزی را با محدودیت‌هایی روبرو کرده‌است اما به واسطهٔ همت کشاورزان، این منطقه در ردیف مناطق زراعی قرار گرفته‌است. همچنین کارخانه‌های نئوپان، آجرپزی، سنگ‌شکن، کارخانهٔ آسفالت‌سازی، تعمیرگاه‌های مکانیکی، جوشکاری، نجاری، مرغداری و دامداری و همچنین احداث یک سد در شرق فداغ باعث به وجود آمدن فرصت‌های شغلی برای مردم منطقه شده‌است.
در سال 98 طرح ملی انتقال نفت از گوره به جاسک شروع شد و همین باعث شد در این روستا یک ایسگاه پمپاژ نفت در بخش شمالی ساخته شود و مردم و جوانان فداغ در ان مشغول به کار شدند...و تا حدودی جلوی بیکاری انان به دلیل خشکسالی و مهاجرت به شهر گرفته شود و حتی مهاجرت معکوس نیز داشته باشد به طوری که تعداد زیادی از فداغی‌های مقیم بندر عباس به فداغ برگشتند و در محل خود به کار مشغول شدند.

## آثار و اماکن تاریخی
- قلعه میمون
- سد گمپو
- قلعه سوخته
- قلعه دولاب
- آسیاب آبی فداغ
- چهارطاق فداغ
- حمام بزرگ عمومی فداغ
- تل آتشکده: در ۱۵ کیلومتری غرب فداغ نزدیک قلعهٔ میمون تپه‌ای باستانی وجود دارد که قدمت آن به دوران قبل از اسلام برمی‌گردد. این مکان یکی از پرستشگاه‌های زرتشتیان فداغ بوده‌است.

### بالنگستان
در ۵ کیلومتری شمال دهستان فداغ در دامنهٔ جنوبی کوه‌های عظیم بالنگستان (نزدیک گردنهٔ بالنگستان) که ادامهٔ رشته‌کوه زاگرس جنوبی است، منطقه‌ای خوش آب وهوا و سرسبز وجود دارد که دارای چشمهٔ دائمی آب و نخلستان و درختان لیمو است. همچنین زیارتگاهی در آن واقع شده که پذیرای زائرین از مناطق همجوار است. در گذشتهٔ نه چندان دور آسیاب آبی بالنگستان رونق فراوانی داشته که آب آن از چشمه و قنات اطراف تأمین می‌شده‌است. در بالای نخلستان برج دیده‌بانی نیز وجود دارد.

### سد گمپو فداغ
در ۳ کیلومتری جنوب فداغ و در نزدیکی محمدزینا واقع شده‌است. مصالح مورد استفاده در سد سنگ و ساروج است. طول تاج آن حدود ۲۵ متر و ارتفاع آن ۲۲ متر و ضخامت سد ۶ متر است. قدمت ساخت این سد بر طبق آثار به جامانده و بررسی‌های صورت گرفته به دورهٔ زرتشتیان بازمی‌گردد و در جریان حملهٔ افغان‌ها قسمتی از آن تخریب شده‌است. در پایین دست سد چشمه‌ای واقع شده که برای درمان امراض پوستی مفید است.

### چهار طاق
یکی دیگر از آثار تاریخی فداغ که در واقع یک کاروانسرای قدیمی بوده و مکانی سنگی است که دارای هشت ستون مجزا از هم در دو قسمت (که یکی از قسمت‌های آن تخریب شده) با سقفی گنبدی شکل است.

### قنات‌ها و آسیاب‌های آبی و آب فداغ
در منطقهٔ فداغ چندین آسیاب آبی و رشته قناتهای زیادی وجود داشته که تا ۵۰ سال پیش دارای رونق بوده و پس از آن قنات‌ها و آسیاب‌ها از رونق و آبادانی افتادند. از جمله قنات‌ها یکی «قنات حسن‌آباد» و دیگری «قنات جعفرآباد» است. (در رابطه با آب فداغ و سیر مراحل انجام آن از چاه عمادده و شبکه داخلی آن توضیح داده می‌شود

### قلعهٔ سوخته
آثار به جا مانده که در قلعهٔ سوخته موجود است و نیز کند و کاوهایی که به صورت غیرقانونی در آن صورت گرفته شده، نشان از قدمت آن به دوران پیش از اسلام دارد و اشیای کشف شده در آن دارای ارزش زیادی از لحاظ معنوی و تاریخی است. آثار به جا مانده در آن شباهت‌هایی با قلعهٔ میمون فداغ دارد.

## مخابرات و اینترنت
اینترنت در فداغ برای اولین بار در تاریخ 24 شهریور 1392 توسط شرکتی لامردی، و به‌صورت وایرلس راه اندازی شد.  همچنین یکسال بعد از ورود اینترنت وایرلس به فداغ اینترنت adsl نیز به فداغ رسید.  بعد از آن دکل اینترنت 3G شرکت مخابراتی ایرانسل در فداغ نصب و راه اندازی گردید.  هم اکنون به دلیل استقبال از اینترنت ثابت خانگی تعداد مشترکان به 300 نفر رسیده است.  